# Теле Сантана
Теле Сантана да Сільва (порт. Telê Santana, нар. 26 липня 1931, Ітабірито, Мінас-Жерайс— пом. 21 квітня 2006, Белу-Оризонті) — бразильський футболіст і тренер. Двічі очолював збірну Бразилії на чемпіонатах світу. 

## Ігрова кар'єра
На юнацькому рівні виступав на позиції центрфорварда. В 1950 році отримав запрошення від Зезе Морейри, головного тренера «Флуміненсе». Того ж року молодіжна команда перемогла в чемпіонаті штату, а в лютому наступного — Теле Сантана підписав перший професіональний контракт. Грав на позиції флангового нападника або півзахисника. За основний склад «Флуміненсе» виступав протягом десяти років. Всього за команду з Ріо-де-Жанейро провів 557 матчів, забив 162 голи. Як за кількістю проведених матчів, так і забитих голів посідає третє місце в історії клубу. Двічі перемагав у Лізі Каріока і одного разу в кубку Ріо.
На початку 60-х років захищав кольори «Гуарані» (Кампінас), «Мадурейри» і «Васко да Гама». Завершив виступи на футбольних полях у 1963 році.

## Кар'єра тренера
Тренерську діяльність розпочав 1967 року з молодіжною командою «Флуміненсе», а через два роки очолив головний склад. У перший рік здобув перемоги у чемпіонаті й кубку штату Ріо-де-Жанейро. Протягом 70-х років був головним тренером низки бразильських клубів: «Атлетіко Мінейру» (двічі), «Сан-Паулу», «Греміо», «Палмейрас». З «Атлетіко Мінейру» здобув перемогу в першому національному чемпіонаті. На той час це було сенсацією, адже в Бразилії завжди домінували клуби з Сан-Паулу і Ріо-де-Жанейро. У цей період двічі перемагав у регіональних турнірах: лізі мінейро («Атлетіко Мінейру») і лізі гаушо («Греміо»).
У 1980 році змінив на посаді головного тренера національної збірної Клаудіо Коутіньо. Провідним гравцем і капітаном команди Теле Сантана зробив гравця «Корінтіанса» Сократеса. Збірна Бразилії впевнено пройшла кваліфікаційний відбір чемпіонату світу і вважалася одним з фаворитів на перемогу. Основу національної команди становили знані майстри шкіряного м'яча: Зіко, Фалькао, Тоніньйо Серезо, Жуніор, Едер та інші. На першому груповому етапі світової першості в Іспанії команда здобула перемоги в усіх поєдинках. У першому матчі другого етапу бразильці перемогли чинних чемпіонів світу — збірну Аргентини. В наступному поєдинку команду Теле Сантани влаштовувала нічия, але остаточний результат був на користь суперників — італійців. Вперше в історії бразильського футболу, після поразки на чемпіонаті світу, роботою головного тренера були задоволені й вболівальники, і футбольні функціонери. Але Теле Сантана вирішив покинути збірну й очолив клуб «Аль-Аглі» (Джидда, Саудівська Аравія).
1985 року повернувся до керма збірної Бразилії. Основу команди Теле Сантани становили учасники іспанської першості, а серед новачків вирізнялися нападники Мюллер і Карека. У перших чотирьох поєдинках мексиканського чемпіонату бразильці здобули перемоги і вкотре вважалися головними претендентами на чемпіонський титул. Але в чвертьфіналі жереб звів їх з чинними чемпіонами Європи — французами. Сто двадцять хвилин гри завершилися внічию. В основний час Зіко не реалізував пенальті. А в серії післяматчевих одинадцятиметрових свої шанси змарнували Сократес (штатний пенальтист команди) і Жуліо Сезар. Всього під керівництвом Теле Сантани національна збірна Бразилії провела 55 матчів: 40 перемог, 10 нічиїх, 5 поразок
Протягом наступних чотирьох років очолював «Атлетіко Мінейру», «Фламенго», «Флуміненсе» і «Палмейрас». З «Атлетіко Мінейру» здобув перемогу в чемпіонаті штату Мінас-Жерайс, а з «Фламенго» став володарем кубка Гуанабари.
У 1990 році очолив тренерський штаб «Сан-Паулу». Під керівництвом Теле Сантани «Сан-Паулу» став провідним клубом Бразилії, а згодом одним із найсильніших у світі. За сім років клуб вигравав кубок Лібертадорес (двічі), Міжконтинентальний кубок (двічі), кубок Рекопи (двічі), суперкубок Лібертадорес, чемпіонат Бразилії, чемпіонат паулісти (двічі). В 1992 році був визнаний тренером року в Південній Америці (за опитуванням уругвайського видання «Ель Паїс»).
1996 року, через погіршення стану здоров'я, був змушений завершити тренерську діяльність. В останні роки важко хворів. Помер 21 квітня 2006 року в місті Белу-Оризонті.

## Титули і досягнення

### Як гравця
- 1951 — ліга каріока («Флуміненсе»)
- 1952 — кубок Ріо («Флуміненсе»)
- 1957 — турнір Ріо — Сан-Паулу («Флуміненсе»)
- 1959 — ліга каріока («Флуміненсе»)
- 1960 — турнір Ріо — Сан-Паулу («Флуміненсе»)

### Як тренера
- 1969 — ліга каріока, кубок Гуанабари («Флуміненсе»)
- 1970 — ліга мінейро («Атлетіко Мінейру»)
- 1971 — чемпіонат Бразилії («Атлетіко Мінейру»)
- 1977 — ліга гаучо («Греміо»)
- 1983 — чемпіонат Саудовської Аравії («Аль-Аглі»)
- 1984 — кубок Саудовської Аравії («Аль-Аглі»)
- 1983 — кубок чемпіонів Перської затоки («Аль-Аглі»)
- 1988 — ліга мінейро («Атлетіко Мінейру»)
- 1989 — кубок Гуанабари («Фламенго»)
- 1991 — чемпіонат Бразилії, ліга пауліста («Сан-Паулу»)
- 1992 — кубок Лібертадорес, Міжконтинентальний кубок, ліга пауліста («Сан-Паулу»)
- 1993 — кубок Лібертадорес, Міжконтинентальний кубок, кубок Рекопи, суперкубок Лібертадорес («Сан-Паулу»)
- 1994 — кубок Рекопи («Сан-Паулу»)